# William la Zouche, 1. Baron Zouche of Mortimer

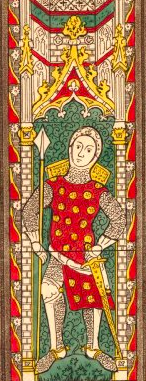
William la Zouche. Glasmalerei in Tewkesbury Abbey

 William la Zouche, 1. Baron Zouche of Mortimer  (auch William de Mortimer oder William Zouche; † 28. Februar 1337) war ein englischer Adliger.

## Herkunft
William la Zouche wurde als William de Mortimer als Sohn von Robert de Mortimer († 1287) und von Joyce la Zouche († um 1289), einer Tochter von William la Zouche († vor 1272), geboren. Sein Vater entstammte vermutlich der anglonormannischen Familie Mortimer, die in den Welsh Marches begütert war, mütterlicherseits war er ein Ururenkel von Alan de la Zouche, dem Begründer der englischen Familie Zouche.

## Erbe von Alan la Zouche
Während des Ersten schottischen Unabhängigkeitskriegs nahm William de Mortimer 1298 an der Schlacht von Falkirk teil. 1304 wurde er als Erbe von Alan la Zouche, 1. Baron la Zouche of Ashby, einem Cousin seiner Mutter, anerkannt, und nach dessen Tod 1314 erbte er Ashby-de-la-Zouch in Leicestershire und weitere Besitzungen in Cambridgeshire und Sussex. Als Herr von Ashby-de-la-Zouch änderte er vor 1316 seinen Namen in Zouche.

## Dienst als Militär unter Eduard II.

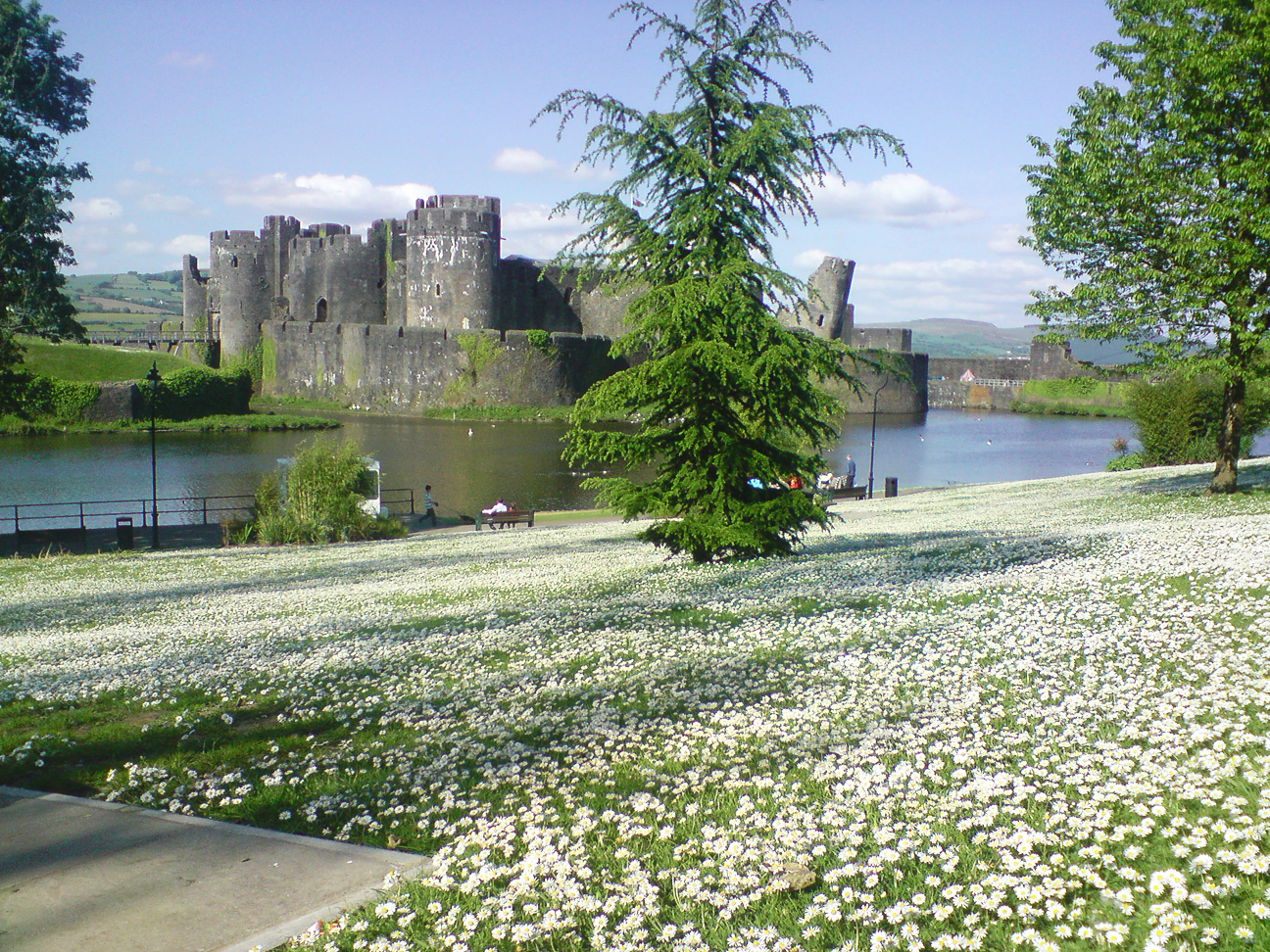
1327 belagerte Zouche im Auftrag der Königin Isabelle das mächtige Caerphilly Castle

Zouche unterstützte zunächst seinen Verwandten Roger Mortimer of Wigmore, als dieser 1316 als Lieutenant des Königs in Irland diente. Als Mortimer jedoch ab 1321 im Despenser War gegen den königlichen Günstling Hugh le Despenser rebellierte, unterstützte Zouche schließlich König Eduard II. und Despenser. Auf deren Seiten nahm er im März 1322 an der Schlacht bei Boroughbridge teil, in der die Rebellen entscheidend geschlagen wurden. Von 1324 bis 1325 diente er im Krieg von Saint-Sardos in der Gascogne. Am 26. Dezember 1323 wurde er durch Writ of Summons in das Parlament berufen und zum Baron Zouche of Richard’s Castle, Mortimer erhoben.

## Rolle beim Sturz von Eduard II.
Trotz seiner bisherigen Unterstützung des Königs unterstützte Zouche im Herbst 1326 die Invasion von Königin Isabelle, die zum Sturz des Königs und der Despensers führte. Zouche gehörte zu den Baronen, die im Oktober 1326 in Bristol den Thronfolger Eduard zum Reichsverweser bestimmten. Im November 1326 nahm er an der Verfolgung des flüchtigen Königs Eduards II. und von Despenser im walisischen Glamorgan teil. Am 15. Februar 1327 wurde er Befehlshaber der Truppen, die das noch von Anhängern Despensers gehaltene Caerphilly Castle in Glamorgan belagerten. Gegen Zugeständnisse ergab sich die Besatzung der Burg am 20. März, und Zouche wurde Verwalter von Glamorgan, ehe er im Juni 1327 von Roger Mortimer abgelöst wurde, der als Günstling von Königin Isabelle der eigentliche Machthaber Englands geworden war. Isabelle entschädigte Zouche, indem sie ihn im Sommer 1328 zum Verwalter der königlichen Forste südlich des Trent sowie zum Constable of the Tower ernannte.

## Heirat mit Eleanor de Clare

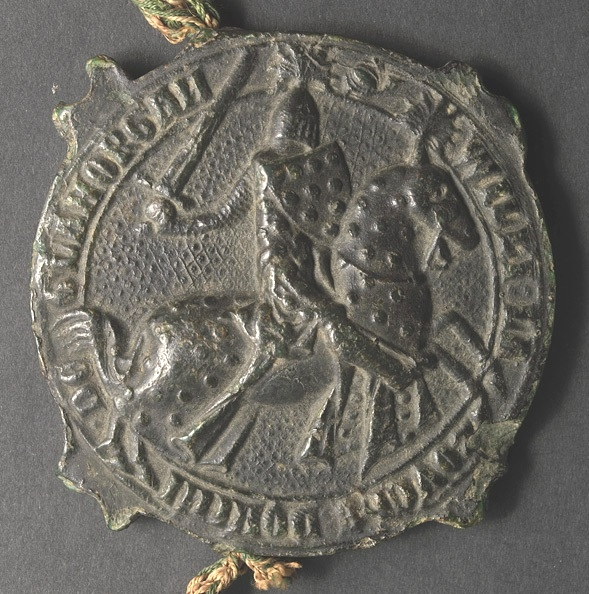
Siegel von William la Zouche als Lord of Glamorgan

Glamorgan war im April 1328 von Mortimer wieder an Eleanor de Clare, der Witwe Despensers und rechtmäßige Besitzerin der Herrschaft, übergeben worden. Im Januar 1329 entführte Zouche die reiche Witwe aus Hanley Castle in Worcestershire und heiratete sie. Zouche beanspruchte im Namen seiner Frau Glamorgan, das noch von Mortimer verwaltet wurde, und versuchte vergeblich, Caerphilly Castle zu besetzen. Mortimer revanchierte sich. Da Zouches und Eleanores Heirat ohne Erlaubnis des Königs stattgefunden hatte, wurde das Paar im Mai 1329 verhaftet. Zouche verlor seine Ämter, und als Strafe für ihre Heirat sollten er und Eleanor die Summe von £ 50.000 zahlen, was ihre Möglichkeiten bei weitem überstieg. Im März 1330 wurde Zouche beschuldigt, die Verschwörung des Earl of Kent unterstützt zu haben, um den angeblich noch lebenden Eduard II. aus Corfe Castle zu befreien. Wenig später stürzte der junge König Eduard III. in einem Staatsstreich Roger Mortimer und seine Mutter und übernahm selbst die Herrschaft. Am 20. Januar 1331 übergab er Zouche und seiner Frau wieder Glamorgan. Gegen die Heirat erhob der Baron John Grey Einspruch, da er eine angebliche Verlobung mit Eleanor reklamierte. Vor Gericht konnte er hierfür jedoch keine Zeugen nennen, so dass sein Einspruch scheiterte.

## Dienst als Diplomat und Erbansprüche auf Gebiete in Schottland
Im Juni gehörte Zouche zu den englischen Unterhändlern, die in York kurzzeitig erfolglos Friedensverhandlungen mit einer schottischen Delegation gehörte. Nach dem Scheitern führten die Schotten die erfolgreiche Weardale Campaign, worauf die englische Regierung nun ernsthafte Verhandlungen führen musste. Im März 1328 gehörte Zouche der hochrangigen englischen Delegation an, die in Edinburgh diese Verhandlungen führte. Als Nachfahre seiner Ururgroßmutter Helen, der Frau von Roger de Quincy, 2. Earl of Winchester und Teilerbin von Alan, Lord of Galloway, hatte Zouche selbst Ansprüche auf Besitzungen in Galloway und Lothian geerbt. Durch den Krieg mit Schottland waren diese Besitzungen verloren gegangen, doch Zouche gehörte zu den wenigen englischen Baronen, deren Ansprüche durch den am 17. März 1328 geschlossenen Frieden von Edinburgh und Northampton 1328 nicht als erloschen galten. Im Gegensatz zu den Ansprüchen von anderen Baronen unterstützte Eduard III. Zouches Ansprüche aber nicht weiter. Offenbar hatte Zouche seine Ansprüche an Ralph Stafford abgetreten, der im Gegensatz zu Zouche 1332 den Versuch von Edward Balliol unterstützte, die schottische Krone zu erobern.

## Ehen und Nachkommen
In erster Ehe hatte Zouche vor dem 15. Februar 1317 Alice de Tosny, eine Tochter von  Raoul VI. de Tosny geheiratet. Sie war die Witwe von Guy de Beauchamp, 10. Earl of Warwick, für sie war die Ehe mit Zouche ihre dritte Ehe. Mit ihr hatte er mindestens vier Söhne und eine Tochter:
- Ralph la Zouche
- Robert la Zouche
- Alan la Zouche (1317–1346)
- Philip la Zouche
- Joyce la Zouche († 4. Mai 1372)

Seine erste Frau starb kurz vor dem 8. Januar 1325. Zouches zweite Ehe mit Eleanor de Clare blieb kinderlos. Nach seinem Tod im Februar 1337 erbte sein ältester überlebender Sohn Alan seine Besitzungen und den Titel Baron Zouche. Williams Witwe Eleanor starb im Juli desselben Jahres, ihr ältester Sohn aus ihrer Ehe mit Hugh le Despenser, ihr gleichnamiger Sohn Hugh, erbte Glamorgan.